# Carl Kockelkorn
Carl Kockelkorn (Colonia, 26 novembre 1843 – Colonia, 16 luglio 1914) è stato un compositore di scacchi tedesco.
Pubblicò tutti i suoi problemi in collaborazione con Johannes Kohtz, con il quale fece una coppia fissa nota come Kohtz & Kockelkorn. Pubblicarono insieme anche alcuni libri di scacchi.
Kohtz e Kockelkorn sono considerati i fondatori della Scuola logica di composizione. 
Fu anche un forte giocatore, con il titolo di Maestro dell'Associazione tedesca occidentale.
Di professione era un insegnante privato a Colonia.